# Anton Delvig

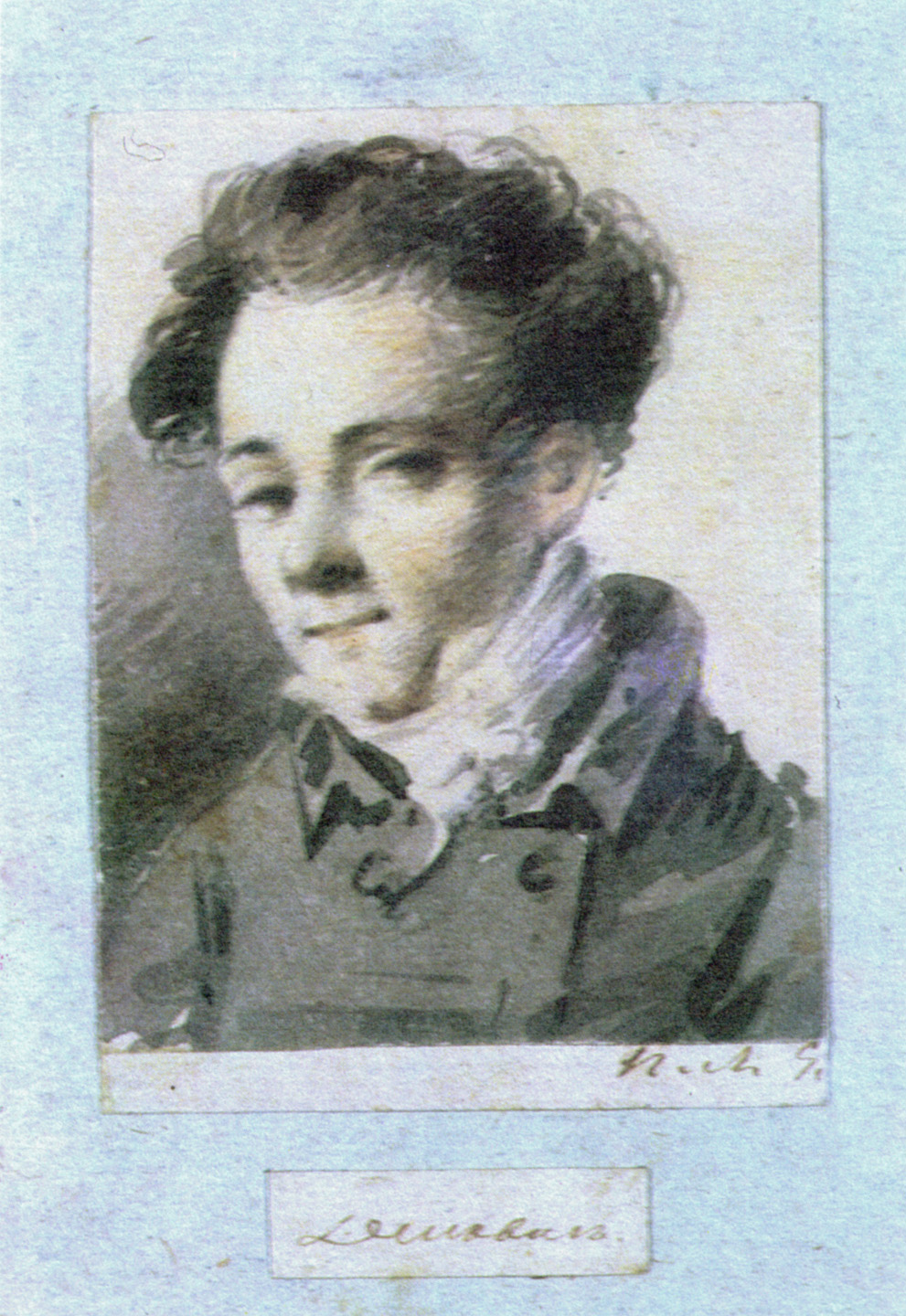
Anton Delvig.

Anton Antonovitj Delvig (ryska: Антон Антонович Дельвиг), född 17 augusti (gamla stilen: 6 augusti) 1798 i Moskva, Kejsardömet Ryssland, död 26 januari (gamla stilen: 14 januari) 1831 i Sankt Petersburg, Kejsardömet Ryssland, var en rysk baron och lyriker.
Delvig tillhörde en ursprungligen livländsk släkt, som inflyttat från Westfalen och var verksam som ämbetsman i utrikesministeriet i Sankt Petersburg. Föga produktiv och originell såsom lyriker, försökte han dels imitera den grekiska idyllen, dityramben och epigrammet (Pindaros, Anakreon och Teokritos), dels dikta romanser, byggda på ryska folkliga motiv, båda delarna med tvivelaktig framgång. 
Hans dikter utkom huvudsakligen i de små poetiska kalendrarna "Sjevernye tsvjety" (Nordiska blommor) under åren 1825-30. Han är dock tämligen betydelsefull i den ryska vitterhetens historia såsom medlem av den så kallade pusjkinska plejaden och en av Aleksandr Pusjkins allra närmaste vänner redan från skoltiden. En fullständig upplaga av hans dikter jämte några kritiska uppsatser och litterära brev utkom 1893 med inledning av Valerian Majkov.